# Налоксегол
Налоксегол — лекарственный препарат для лечения запоров, вызванных приёмом опиоидов. Одобрен для применения: США (2014).

## Механизм действия
Антагонист μ-опиоидных рецепторов периферического действия. ПЭГилированное производное налоксола.

## Показания
Запоры, вызванные приёмом опиоидов..

## Противопоказания
- обструкция кишечника
- Гиперчувствительность

## Способ применения
1 раз в день.